# Ахмедов Мірза Саїд
Мірза Саїд (Мірза Саїдович) Ахмедов (1900, місто Ходжент, тепер Худжанд, Таджикистан — 14 січня 1967, місто Ташкент, тепер Узбекистан) — радянський узбецький державний діяч, народний комісар радгоспів Узбецької РСР, 1-й секретар Сир-Дар'їнського райкому КП(б) Узбекистану. Депутат Верховної ради СРСР 3-го скликання.

## Життєпис
Народився в родині бідного ремісника. У 1910 році осиротів, з 1915 року змушений був наймитувати у бая.
Брав участь у захопленні більшовиками влади в місті Ходженті, з 1918 по 1922 рік працював інспектором Ходжентського продовольчого комітету.
У 1922—1924 роках — керуючий справами виконавчого комітету Ходжентської повітової ради.
З 1924 по 1926 рік навчався на курсах із підготовки працівників бавовництва в місті Ташкенті.
У 1926—1928 роках — завідувач бавовницького заготівельного пункту Беговатського району Ташкентського округу.
Член ВКП(б) з 1928 року.
У 1928—1930 роках — директор Алімкентського бавовноочисного заводу в Пскентському районі Узбецької РСР.
У 1930—1932 роках — секретар Галля-Аральського районного комітету КП(б) Узбекистану Самаркандської області.
У 1932—1934 роках — начальник відділення радгоспу, у 1934—1939 роках — директор бавовницького радгоспу «Дальверзін» № 1 Беговатського району.
У 1939—1940 роках — голова виконавчого комітету Мірзачульської районної ради депутатів трудящих.
У 1940—1943 роках — 1-й секретар Сир-Дар'їнського районного комітету КП(б) Узбекистану.
У 1943—1946 роках — народний комісар радгоспів Узбецької РСР.
У 1946—1949 роках — директор бавовницького радгоспу імені П'ятирічки Узбецької РСР.
У 1949 — після 1951 року — 1-й секретар Сир-Дар'їнського районного комітету КП(б) Узбекистану Ташкентської області.
У 1950-х роках — директор бавовницького радгоспу в Узбецькій РСР.
Потім — персональний пенсіонер республіканського значення в місті Ташкенті. 
Помер 14 січня 1967 року після тривалої і важкої хвороби в Ташкенті.

## Нагороди
- два ордени Леніна
- два ордени Трудового Червоного Прапора
- медаль «За доблесну працю у Великій Вітчизняній війні 1941—1945 рр.»
- медалі
- Почесні грамоти Президії Верховної ради Узбецької РСР